# Mistrzostwa Polski w Skokach Narciarskich 2000
75. Mistrzostwa Polski w Skokach Narciarskich – zawody o mistrzostwo Polski w skokach narciarskich, które odbyły się w dniach 25-26 marca 2000 roku na Średniej i Wielkiej Krokwi w Zakopanem.
W konkursie indywidualnym na skoczni normalnej zwyciężył Adam Małysz, srebrny medal zdobył Wojciech Skupień, a brązowy – Robert Mateja. Na dużym obiekcie najlepszy okazał się Małysz przed Skupieniem i Mateją.
Konkurs drużynowy na normalnej skoczni wygrał zespół KS Wisła Wisła w składzie: Wojciech Tajner, Tomisław Tajner i Adam Małysz.

## Wyniki

### Konkurs indywidualny na normalnej skoczni (25.03.2000)
| Miejsce | Zawodnik             | Klub                | Skok 1 | Skok 2 | Punkty |
| ------- | -------------------- | ------------------- | ------ | ------ | ------ |
| 1.      | Adam Małysz          | KS Wisła Wisła      | 86,0   | 89,5   | 244,5  |
| 2.      | Wojciech Skupień     | WKS Zakopane        | 85,0   | 87,0   | 235,5  |
| 3.      | Robert Mateja        | TS Wisła Zakopane   | 82,0   | 87,0   | 227,5  |
| 4.      | Tomisław Tajner      | KS Wisła Wisła      | 83,0   | 82,0   | 219,5  |
| 5.      | Łukasz Kruczek       | LKS Klimczok Bystra | 83,0   | 81,5   | 217,0  |
| 6.      | Krystian Długopolski | Start Zakopane      | 82,0   | 81,0   | 214,0  |
| 7.      | Wojciech Tajner      | KS Wisła Wisła      | 81,5   | 79,5   | 210,0  |
| 7.      | Mariusz Maciaś       | LKS Klimczok Bystra | 81,5   | 80,5   | 210,0  |

W konkursie wzięło udział 62 zawodników.

### Konkurs drużynowy na normalnej skoczni (25.03.2000)
| Miejsce | Klub                 | Zawodnik             | Nota zespołu |
| ------- | -------------------- | -------------------- | ------------ |
| 1.      | KS Wisła Wisła I     | Wojciech Tajner      | 690,5        |
| 1.      | KS Wisła Wisła I     | Tomisław Tajner      | 690,5        |
| 1.      | KS Wisła Wisła I     | Adam Małysz          | 690,5        |
| 2.      | WKS Zakopane I       | Daniel Bachleda      | 654,5        |
| 2.      | WKS Zakopane I       | Andrzej Galica       | 654,5        |
| 2.      | WKS Zakopane I       | Wojciech Skupień     | 654,5        |
| 3.      | TS Wisła Zakopane I  | Tomasz Pochwała      | 647,0        |
| 3.      | TS Wisła Zakopane I  | Kazimierz Bafia      | 647,0        |
| 3.      | TS Wisła Zakopane I  | Robert Mateja        | 647,0        |
| 4.      | Start Zakopane       | Marcin Sitarz        | 593,0        |
| 4.      | Start Zakopane       | Grzegorz Sobczyk     | 593,0        |
| 4.      | Start Zakopane       | Krystian Długopolski | 593,0        |
| 5.      | LKS Klimczok Bystra  | Bartłomiej Nikiel    | 591,5        |
| 5.      | LKS Klimczok Bystra  | Mariusz Maciaś       | 591,5        |
| 5.      | LKS Klimczok Bystra  | Łukasz Kruczek       | 591,5        |
| 6.      | WKS Zakopane II      | Mariusz Chrapek      | 583,0        |
| 6.      | WKS Zakopane II      | Paweł Kruczek        | 583,0        |
| 6.      | WKS Zakopane II      | Marcin Bachleda      | 583,0        |
| 7.      | TS Wisła Zakopane II | Mateusz Rutkowski    | 565,0        |
| 7.      | TS Wisła Zakopane II | Maciej Maciusiak     | 565,0        |
| 7.      | TS Wisła Zakopane II | Adam Żółtek          | 565,0        |
| 8.      | KS Wisła Wisła II    | Wojciech Cieślar     | 540,0        |
| 8.      | KS Wisła Wisła II    | Rafał Śliż           | 540,0        |
| 8.      | KS Wisła Wisła II    | Grzegorz Śliwka      | 540,0        |

W konkursie wzięło udział 19 zespołów.

### Konkurs indywidualny na dużej skoczni (26.03.2000)
| Miejsce | Zawodnik             | Klub              | Skok 1 | Skok 2 | Punkty |
| ------- | -------------------- | ----------------- | ------ | ------ | ------ |
| 1.      | Adam Małysz          | KS Wisła Wisła    | 128,5  | 123,5  | 273,0  |
| 2.      | Wojciech Skupień     | WKS Zakopane      | 123,5  | 120,5  | 255,6  |
| 3.      | Robert Mateja        | TS Wisła Zakopane | 124,0  | 119,5  | 247,7  |
| 4.      | Tomasz Pochwała      | TS Wisła Zakopane | 117,5  | 108,5  | 219,7  |
| 5.      | Andrzej Galica       | WKS Zakopane      | 117,0  | 109,0  | 218,2  |
| 6.      | Krystian Długopolski | Start Zakopane    | 106,5  | 116,0  | 212,9  |
| 7.      | Tomisław Tajner      | KS Wisła Wisła    | 110,0  | 109,0  | 205,6  |
| 8.      | Wojciech Tajner      | KS Wisła Wisła    | 105,0  | 105,0  | 188,4  |

W konkursie wzięło udział 46 zawodników.